# Ivan Ferenčak
Ivan Ferenčak (Kraljev Vrh kod Donje Stubice 9. svibnja 1894.), 
Jedan od aktivnih partijskih radnika Jugoslavenske komunističke grupe u Moskvi. Bivši časnik Jugoslavenskog dobrovoljačkog korpusa. Prvi urednik „Revolucije", a kasnije „Svjetske revolucije", organa Jugoslovenske komunističke grupe u Moskvi, član Komiteta Grupe postao je u kolovozu 1918.
U studenom – prosincu 1918. došao je u Jugoslaviju. Kasnije se pasivizirao i nije učestvovao u NOP-u. Nakon rata živio je u Golom Brdu kod Virovitice.
Umro je 13. travnja 1969. godine u Virovitici.